# SAND (Datenbanksystem)
SAND (Spatial And Non-spatial Data) ist ein Datenbankmanagementsystem, das Ende der 1990er Jahre an der University of Maryland, College Park entwickelt wurde.
Im Kern besteht es aus einem relationalen Datenmodell, das mit geometrischen Funktionen und einem spatialen Index erweitert wurde, um die Zugriffszeit auf raumbezogene (spatiale) Daten zu optimieren.
Die Daten können über die eingebettete Skriptsprache Tcl oder eine grafische Oberfläche adressiert werden. Ein eigens geschaffenes Übertragungsprotokoll ermöglicht auch den Zugriff von entfernten Arbeitsplatzrechnern.